# 겁 (감정)
겁(cowardice) 또는 비겁, 비겁함은 과도한 공포로 인해 위험을 감수하거나 위험에 직면하는 것을 꺼리는 특성이다. 용기의 반대 개념이다. "겁"이라는 용어는 도전에 직면했을 때 인격적으로 실패하는 것을 의미한다. 겁에 굴복하는 사람은 겁쟁이(coward)라고 불린다.
많은 역사적, 그리고 현대 사회에서 용맹함을 장려하는 것과는 반대로, 겁은 사회에 해로운 성격적 결함으로 여겨지며, 따라서 두려움에 맞서지 못하는 사람은 종종 낙인찍히거나 처벌받는다.

## 같이 보기
- 공포
- Sissy
- 미덕